# Wettbewerbsmatrix

Wettbewerbsmatrix

Die Wettbewerbsmatrix ist ein von Michael E. Porter 1980 eingeführtes Konzept, das auch unter dem Namen generische Strategien bekannt ist. Es dient der Entwicklung von Strategien, zur Bestimmung der Produktpolitik im Marketing für einzelne Geschäftsfelder eines Unternehmens. Porter versucht damit eine Systematisierung der möglichen Strategien, die ein Unternehmen verfolgen kann, um sich im relevanten Markt einen Wettbewerbsvorteil zu verschaffen. Porter ordnet die Wettbewerbsstrategien nach dem möglichen strategischen Ziel („Was das Unternehmen tun will“) und nach dem vom Unternehmen einzusetzenden strategischen Vorteil („Wie das Unternehmen dieses Ziel erreichen möchte“) und erhält drei grundlegende Strategie-Typen (siehe Abbildung) die im Folgenden erläutert werden.

## Kostenführerschaft
Kostenführerschaft (englisch cost leadership) beschreibt die Strategie eines Unternehmens, durch geringere Kosten einen Wettbewerbsvorteil zu erlangen. Porter begründet dies mit der Beobachtung, dass ein solches Unternehmen nach einem Preiskrieg auch dann noch Gewinn erwirtschaften kann, wenn alle anderen Mitbewerber in die Verlustzone geraten sind. Hinweis: Kostenführerschaft bedeutet nicht Preisführerschaft, ist jedoch oft Voraussetzung für diese.
Zur Erreichung dieses Ziels nennt Porter verschiedene Methoden. Eine vollständigere Auflistung dieser liefert Robert M. Grant. Er unterscheidet 9 Methoden für Kostenführerschaft-Strategien:
- Skaleneffekte (engl. economies of scale)
- Verbundeffekte (engl. economies of scope)
- Erfahrungseffekte
- Prozesstechnik (Erfahrungskurve, engl. economies of learning)
- Produktdesign
- Prozessdesign
- Kapazitätsausnutzung
- Input-Kosten (Faktorkosten)
- residuale Effekte der operativen Effektivität

Unter den residualen Effekten operativer Effektivität fasst Grant die Effekte zusammen, die weniger beeinflussbar sind, z. B. natürliche Monopole, Standortvorteile sowie alle nicht durch die vorgenannten Effekte erklärbaren Wettbewerbsvorteile.

## Differenzierungsstrategie
Unter der Differenzierungsstrategie (englisch differentiation) versteht man die Strategie eines Unternehmens, sich im Auge des Verbrauchers von anderen Konkurrenten abzuheben. Henry Mintzberg et al. (1995) führen sechs Methoden der Differenzierung auf:
- Preisführerschaft
- Image
- Support/Unterstützung
- Design
- Qualitätsführerschaft
- undifferenziert oder nicht-differenziert

Sie beschreiben damit die Möglichkeit von Unternehmen, sich durch Preisführerschaft (nicht zu verwechseln mit Kostenführerschaft, siehe oben), Markenname etc. von Mitbewerbern zu unterscheiden. Es wird somit für einen gewissen Preisbereich eine monopolistische Preisabsatzfunktion geschaffen. In diesem Angebotsbereich kann der Anbieter den Preis quasi selbst bestimmen und die Kunden wandern erst bei signifikanten Preisunterschied zur Konkurrenz ab.
Nach Porter kann eine Differenzierungsstrategie unter Umständen einen großen Marktanteil ausschließen, z. B. da die Wahrnehmung von Exklusivität sich nicht mit hohen Marktanteilen vereinbaren lässt. Ein tatsächlicher Unterschied ist dabei weniger wichtig als der wahrgenommene Unterschied. Er beschreibt Differenzierungsstrategien als eine Abwägung zwischen den Kosten und den teuren Aktivitäten, die Differenzierung zu erreichen.

## Nischenstrategie (Fokussierung)
Nischenstrategien (engl. focus) – auch „Strategie der Konzentration auf Schwerpunkte“ – sind strategische Konzentration auf bestimmte Kundengruppen, Segmente  oder geographische Märkte. Wie auch Differenzierung können Nischenstrategien viele Formen annehmen. Sie beruhen auf der Annahme, dass ein Unternehmen aufgrund des eng gefassten Zieles dieses Ziel besser mit Produkten oder Dienstleistungen versorgen kann, als breiter konkurrierende Mitbewerber. Als Ergebnis erzielt das Unternehmen entweder hohe Differenzierung, indem die Bedürfnisse einer Zielgruppe besser bedient werden, oder eine günstigere Kostensituation oder beides.

## Risiken der Wettbewerbsstrategien
Porter beschreibt zwei Arten, wie die Strategien fehlschlagen können:
1. Die angestrebte Strategie wird nicht erzielt oder beibehalten
2. Der Wert des strategischen Vorteils kann durch die Entwicklung innerhalb der Branche unhaltbar werden.

### Risiken der Kostenführerschaft
Kostenführerschaft erfordert Investitionen in moderne Fertigungsmittel unter gleichzeitig gnadenloser (ruthlessly) Eliminierung von Überflüssigem, Vermeidung von Linienausweitungen und konstantem Augenmerk auf technische Entwicklungen. Kostensenkungen bei hohem Produktionsvolumen (Lernkurve) sind keinesfalls selbstverständlich, noch kann man alle verfügbaren Skaleneffekte ohne permanente Aufmerksamkeit erzielen. Die Kostenführerschaft ist permanent bedroht durch die folgenden Faktoren:
- technologische Innovation, die frühere Erfahrung oder Lernen nichtig macht
- „billiges“ Lernen durch Neuzugänge oder Nachahmer durch Imitation oder Investition in neueste Produktionstechnik
- Unfähigkeit Produktveränderungen zu erkennen, weil man sich auf Kosten konzentriert
- Kostenanstiege, die die Fähigkeit des Unternehmens reduzieren, den Differenzierungsvorteil von Konkurrenten zu kompensieren.

### Risiken der Differenzierung
Auch Differenzierungsstrategien unterliegen Risiken:
- Der Kostenunterschied zwischen Unternehmen mit Kostenführerschaft-Strategien und Differenzierungsstrategien wird so groß, dass die Loyalität der Kunden leidet. Wenn eine Differenzierungsstrategie die Kosten zu stark vernachlässigt, wird der Kostenvorteil irgendwann überhandnehmen.
- Das Bedürfnis des Kunden für den Differenzierungsvorteil fällt, z. B. weil die Erfahrung des Kunden zunimmt.
- Imitation kann den wahrgenommenen Unterschied verkleinern – ein üblicher Vorgang, wenn Branchen reifen.

### Risiken der Nischenstrategie
Auch Nischenstrategien bergen Risiken:
- Das Kostendifferential zwischen breiten Anbietern und dem Nischenanbieter kann sich ausweiten und den Vorteil des Nischenanbieters neutralisieren.
- Der Unterschied zwischen den Produkten im breiten Markt und den Nischenmärkten nimmt ab.
- Konkurrenten finden Sub-Nischen innerhalb der bedienten Nischen und höhlen die Nische aus.

## Folgerungen
Porter beschreibt die Wettbewerbsmatrix im Anschluss an seine Branchenstrukturanalyse (engl. five forces) als Mittel, die fünf Faktoren zu beeinflussen.
|                                   | Kostenführerschaft | Differenzierung | Fokus |
| Brancheninterner Wettbewerb       | Niedrigere Kosten bedeuten, dass das Unternehmen auch dann noch Gewinne erwirtschaftet, wenn die Konkurrenten in die Verlustzone sinken. | Differenzierung erzeugt Loyalität der Kunden und daher eine gesunkene Preissensitivität.                                                      | Nischenstrategien erzielen entweder eine günstige Kostenposition oder Differenzierung oder beide und sichern so Vorteile im Rahmen der Strukturkräfte. |
| Verhandlungsmacht der Lieferanten | Die günstige Kostenposition ermöglicht mehr Möglichkeiten mit Erhöhung der Beschaffungskosten umzugehen.                                 | Die höheren Erträge, die durch die einzigartige Situation möglich sind, erlauben Spielraum bei Erhöhung der Beschaffungskosten.               | |
| Verhandlungsmacht der Käufer      | Ein Käufer kann die Preise nur auf das Preisniveau des nächsteffizienten Konkurrenten heruntertreiben.                                   | Den Kunden fehlen vergleichbare Alternativen und sie sind somit weniger preissensitiv.                                                        | |
| Neuzugänge                        | Normalerweise verleihen die Faktoren, die die Kostenführerschaft verleihen einen erheblichen Schutz vor Neuzugängen.                     | Die erzielte Kundenloyalität zwingt Konkurrenten, die wahrgenommene Einzigartigkeit zu überwinden und schützt so vor Eindringen in den Markt. | |
| Ersatzprodukte                    | wie Brancheninterner Wettbewerb | Die Loyalität sollte das Unternehmen besser vor Ersatzprodukten schützen, als Mitbewerber in der gleichen Branche.                            | |

Die drei Wettbewerbsstrategien sind gemäß Porter Wege, um mit den Strukturkräften umzugehen. Der Umkehrschluss ist, dass ein Unternehmen, dem es nicht gelingt, seine Strategie entlang mindestens einer dieser Strategien zu entwickeln, eine unhaltbare Position einnimmt. Porter nennt diese Position Stuck in the Middle – eine äußerst schwache strategische Position, weil es solchen Unternehmen an Marktanteil oder Investitionen fehlt, um im Kostenspiel gewinnen zu können und andererseits fehlt ihm die Differenzierung, um das Niedrig-Kosten-Spiel zu umgehen.

“The firm stuck in the middle is almost guaranteed low profitability…”

„Dem in der Mitte gefangenen Unternehmen ist niedrige Profitabilität fast garantiert…“

Porter unterstellt solchen Unternehmen eine verzerrte Unternehmenskultur sowie organisatorische Regeln und Motivationssysteme, die im Konflikt liegen. Er behauptet, dass das Verlassen dieser Position erhebliche Zeit und Anstrengung erfordert und empirisch beobachtet werden kann, dass Unternehmen in und aus solchen Positionen hin- und herschwanken.

### Brücke zur Ressourcentheorie
Der kanadische Wirtschaftswissenschaftler Danny Miller beschäftigte sich mit der Ressourcenbasis, auf die die Wettbewerbsvorteile aufgebaut sind. Seiner Ansicht nach unterscheiden sich Kostenführerschaft und Differenzierung in der Art und Weise, wie die Produktionsmittel (engl. assets) eingesetzt werden. So werden zur Erreichung von Kostenführerschaft Produktionsmittel so ausgewählt und eingesetzt, dass die Effizienz maximiert wird. Diese Position nennt er Produktionsmittel-Intensität (engl. asset intensity). Dem gegenüber sieht er Differenzierung als eine Strategie, wo Produktionsmittel eine maximale Vielfalt aus einem Minimum an Produktionsmitteleinsatz erzeugen. Diese Position nennt er Produktionsmittel-Sparsamkeit (engl. asset parsimony). Damit zeigt Miller auf, dass die Anlagebasis einer Organisation die Strategie mitbestimmt und umgekehrt die Strategie die Anlagebasis beeinflusst.

## Einordnung des Modells
Porter bietet mit seiner Wettbewerbsmatrix eine einfache und unmittelbar zugängliche Sicht. Das Modell ist nicht unumstritten. Wesentlichen Kritikpunkte sind:
- die starke Simplifizierung,
- der Blickwinkel von der Industrie aus, ohne Betrachtung von Interdependenzen zu anderen Industrien,
- Aussagen zur (Nicht-)Kombinierbarkeit von Differenzierung und Kostenführerschaft,
- die geringe Ausarbeitung der Nischenstrategien.

## Beispiele für Strategien
Typische Kostenführer-Strategien findet man in Märkten mit stark standardisierten Gütern, z. B. Stahl, chemische Industrie, Zement etc. Der Zwang zur Kostensenkung führte zu einer Konzentration der Unternehmen und fördert die Entstehung von Oligopolen.
Ein Beispiel für eine Kostenführerschaft-Strategie im Konsumgüterbereich ist Aldi in der Nutzung von Skaleneffekten und dem Verzicht auf Markenprodukte (Differenzierung). Das Beispiel ist nicht unumstritten, da der Name „Aldi“ als Marke (engl. brand) verstanden wird und sehr wohl eine Differenzierung gegenüber Mitbewerbern darstellt.
Besonders im Konsumgüterbereich werden Differenzierungstrategien betrieben. So sind zum Beispiel Coca-Cola, Hugo Boss und C&A Markennamen, die auf sehr breite Marktsegmente zielen. Die von Porter genannte Nichtnotwendigkeit eines hohen absoluten Marktanteils lässt sich gut an Marken wie Louis Vuitton und Porsche verdeutlichen, die im Premiumsegment positioniert sind. Zusätzlich gibt es Marken, z. B. Brillenhersteller, wo von vornherein der Kundenkreis durch die spezifischen Produkteigenschaften beschränkt ist.
Grant nennt exemplarisch zwei Firmen mit Nischenstrategien, Devro International plc, einem Hersteller für Wursthüllen mit einem Marktanteil von 56 % und UST Inc, einem Hersteller von Kautabak (Marktanteil 78 %, ROE 1996 ca. 165 %, ROE 1995 ca. 145 %). Beide Unternehmen befinden sich in Marktnischen und erzielen durch diese Nischenposition Kosten- oder Differenzierungsvorteile.